# Thomas Evenson
Thomas Evenson (Reino Unido, 9 de enero de 1910-28 de noviembre de 1997) fue un atleta británico, especialista en la prueba de 3000 m obstáculos en la que llegó a ser subcampeón olímpico en 1932.

## Carrera deportiva
En los JJ. OO. de Los Ángeles 1932 ganó la medalla de plata en los 3000 m obstáculos, con un tiempo de 10:46.0 segundos, llegando a meta tras el finlandés Volmari Iso-Hollo (oro con 10:33.4 segundos) y por delante del estadounidense Joe McCluskey (bronce).